# Сен-Ламбер (Канада)
Сен-Ламбер (англ. Saint-Lambert) — місто у Канаді в провінції Квебек (фр. Québec) в оласті  Монтережі (Montérégie), підобласть Лонгьоє (Longueuil). У 2002 року включене до Лонгьоє, але після референдуму 2004 р. Сен-Ламбер стало незалежним містом. Назва міста походить від імені святого Ламберта Маастрихтського. Кількість населення — 21 599, з яких для 73,8 % рідною мовою є французька, а для 15,2% – англійська.

## Міста-партнери
- Вернон, Британська Колумбія, Canada [2]
- Марблгед, Массачусетс, United States [3]